# Preludes (Chopin)
De 24 Préludes opus 28 van Chopin zijn 24 werken geschreven voor piano solo, en opgedragen aan Chopins vriend Camille Pleyel, die familie van de pianobouwer Pleyel was. Naast de bovengenoemde cyclus schreef Chopin nog een losse prelude, te weten: Prélude Op. 45 in cis-klein, voor Mademoiselle la Princesse Elisabeth Czernicheff.

## De 24 Preludes
Hoewel de term "prelude" eigenlijk de betekenis van een inleidend stuk (Uit het Latijn:'Prae' & 'ludium' = 'voor' & 'spel') heeft, is dit niet het geval bij Chopin. De preludes zijn op zichzelf staande volwaardige stukken, al worden ze ook als complete cyclus uitgevoerd. De bekendste van de 24 is zonder twijfel de "Regendruppelprelude", op. 28, nr. 15. Het is tevens de langste.

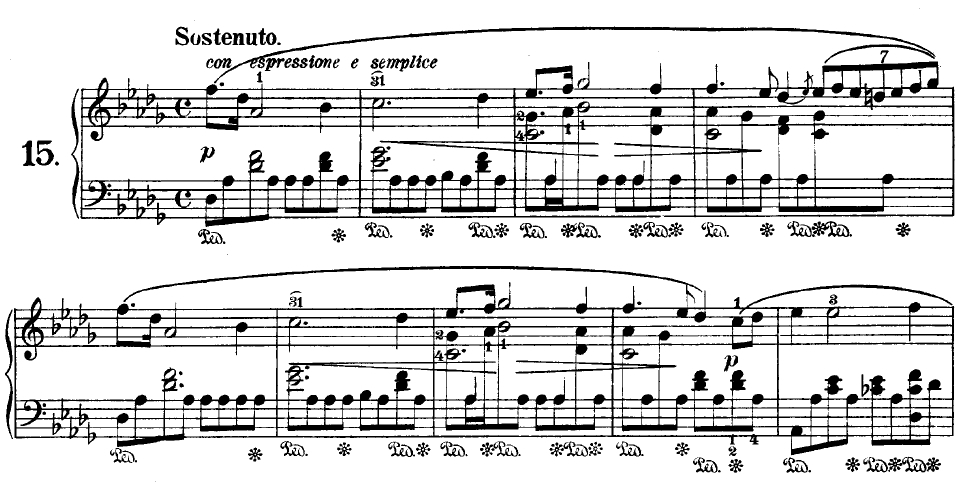
Openingsmaten van de "Regendruppelprelude"

De eenvoudigste preludes kunnen door gemiddelde pianisten gespeeld worden. Daarentegen zijn de moeilijkere preludes zeker niet te onderschatten en zeer virtuoos van aard, en deze behoren tot de moeilijkste stukken uit het pianosolo repertoire. Ze worden af en toe door professionele pianisten gespeeld op verscheidene optredens.
Net als bij de andere werken van Chopin hebben ook deze preludes geen naam gekregen of zijn ze niet verder beschreven. Dit in tegenstelling tot vele werken van Liszt en Schumann. De bijnaam "Regendruppelprelude" voor de prelude op. 28, nr. 15 wordt tegenwoordig wel universeel gebruikt. Dit in tegenstelling tot andere namen, die weinig gebruikt worden.
Opvallend is zijn prelude op. 28 nr. 4 in E mineur. Het stuk is slechts een pagina lang en maakt gebruik van een dalende melodielijn. De melodie begint met de dominant B en werkt zich naar de tonica E, maar halverwege het stuk wordt de dalende lijn onderbroken en begint de melodie opnieuw. Pas in de laatste maten lost de melodie in de tonica op en gaat via een akkoordprogressie naar het rustgevende en voldoening gevende E mineur-akkoord. De laatste maat is dan ook de enige met het grondakkoord en de tonica als melodie. Chopin vond dit stuk zelf ook zeer mooi en het is op zijn verzoek op zijn begrafenis gespeeld.

## Toonaard
Chopin heeft zijn 24 preludes geschreven in alle in de westerse muziek 24 bekende toonsoorten: twaalf majeur en twaalf mineur toonladders, geïnspireerd door Das wohltemperierte Klavier van Bach. 
Chopin hanteert het ordenende principe van twaalf preludes in de twaalf majeur toonsoorten (de oneven nummers), om en om met twaalf preludes in de bijbehorende, parallelle mineurtoonsoort (de even nummers). De toonafstand tussen de toonsoort van iedere volgende majeur-prelude (1 in C, 3 in G, 5 in D...) is die van de kwint, deze rangschikking is het principe van de kwintencirkel. Idem voor de opeenvolgende parallelle mineur-preludes (2 in a, 4 in e, 6 in b...). 
De door Bach gehanteerde volgorde in zijn beide boeken van 24 preludes (en fuga's), Das wohltemperierte Klavier, is die van de chromatische toonladder; dat zijn de elkaar opvolgende witte, en tussenliggende zwarte, toetsen op de piano: prelude (en fuga) 1 in C (groot), prelude 3 in Cis, prelude 5 in D; Prelude 2 in c (klein), 4 in cis, 6 in d. 
Uit muziekheoretisch oogpunt is de door Chopin gehanteerde volgorde (die van de kwintencirkel) natuurlijker: C groot (en a klein) hebben alleen de witte pianotoetsen als basis, de toonladders van G groot en e klein hebben één kruis (zwarte pianotoets), D groot en b klein hebben twee kruizen, A groot en fis klein hebben er drie, enzovoorts.  
| Toonaard      | Tempoaanduiding | Toonaard      | Tempoaanduiding      |
| ------------- | --------------- | ------------- | -------------------- |
| 1. C groot    | Agitato         | 13. Fis groot | Lento                |
| 2. a klein    | Lento           | 14. es klein  | Allegro              |
| 3. G groot    | Vivace          | 15. Des groot | Sostenuto            |
| 4. e klein    | Largo           | 16. bes klein | Presto, con Fuoco    |
| 5. D groot    | Allegro Molto   | 17. As groot  | Allegretto           |
| 6. b klein    | Lento Assai     | 18. f klein   | Allegro Molto        |
| 7. A groot    | Andantino       | 19. Es groot  | Vivace               |
| 8. fis klein  | Molto Agitato   | 20. c klein   | Largo                |
| 9. E groot    | Largo           | 21. Bes groot | Cantabile            |
| 10. cis klein | Allegro Molto   | 22. g klein   | Molto Agitato        |
| 11. B groot   | Vivace          | 23. F groot   | Moderato             |
| 12. gis klein | Presto          | 24. d klein   | Allegro Appassionato |

|  |                                          |
|  | Prelude nr. 4 in e klein (download·info) |

|  |                                           |
|  | Prelude nr. 20 in c klein (download·info) |

De aanduidingen voor de verschillende tempi hebben een hoge prioriteit in de preludes. Hiermee wordt de moraal achter het muziekstuk extra naar voren gebracht. Zo is in de prelude nr. 24 met de tempoaanduiding 'Allegro Appassionato' de bedoeling de passie van het pianospelen in het stuk muziek te brengen. Vele professionele pianisten laten deze tempi in de preludes ook duidelijk blijken en weer anderen maken het stuk juist eigen door de verschillende aanduidingen eventueel naar eigen hand om te buigen.